# Michel Collard
Michel Collard (5 september 1963) is een Belgisch voormalig voetballer die speelde als verdediger.

## Carrière
Collard speelde acht seizoenen voor Standard Luik waarna het een seizoen speelde bij KRC Genk en hij sloot zijn carrière af na zeven seizoenen bij Royal Tilleur FC.